# Kvindens magt
Kvindens magt er en amerikansk stumfilm fra 1917 af G. M. Anderson.

## Medvirkende
- Kitty Gordon som Vera
- Lowell Sherman som Robert Sterling
- Walter Hitchcock som Herbert Carlton
- Joyce Fair
- Frank Goldsmith som Albert Hastings